# مير علم
مير علم مصطلح يطلق على أمير الأعلام في البلاط السلطاني في الدولة العثمانية وهو المسؤول عن رفع الأعلام في الاحتفالات الرسمية.